# Брайан, Тейвен
Тейвен Коал Брайан (англ. Taven Coal Bryan, 11 марта 1996, Каспер, Вайоминг) — профессиональный футболист, выступающий на позиции дефенсив тэкла в клубе НФЛ «Джэксонвилл Джагуарс».

## Биография
Тейвен Брайан родился 11 марта 1996 года в Каспере в штате Вайоминг. В 2013 году он окончил старшую школу округа Натрона. В составе её футбольной команды Брайан в 2012 и 2013 годах выигрывал чемпионат штата, признавался Игроком года в защите в конференции. Также он представлял школу на соревнованиях по метанию диска и толканию ядра. В июне 2013 года он объявил о том, что принимает предложение спортивной стипендии от Флоридского университета.

### Любительская карьера
Сезон 2014 года Брайан провёл в статусе освобождённого игрока, тренируясь с командой, но не участвуя в матчах. На второй год обучения он сыграл за «Гейторс» в двенадцати матчах, один из них в стартовом составе. В 2016 году Тейвен выходил на поле в тринадцати играх, подобрал два фамбла и сделав сэк в игре против «Южной Каролины». В своём последнем сезоне в колледже он стал игроком стартового состава. В одиннадцати матчах Брайан сделал шесть захватов с потерей ярдов и четыре сэка. После завершения чемпионата 2017 года он объявил о своём выходе на драфт НФЛ.

#### Статистика выступлений в NCAA
| Сезон | Команда         | Игры | Захваты | Захваты | Захваты | Захваты | Захваты | Перехваты | Перехваты | Перехваты | Перехваты | Перехваты | Фамблы | Фамблы | Фамблы | Фамблы |
| Сезон | Команда         | Игры | Solo    | Ast     | Tot     | Loss    | Sk      | Int       | Yds       | Y/R       | TD        | PD        | FR     | Yds    | TD     | FF     |
| ----- | --------------- | ---- | ------- | ------- | ------- | ------- | ------- | --------- | --------- | --------- | --------- | --------- | ------ | ------ | ------ | ------ |
| 2014  | Флорида Гейторс | 0    | 0       | 0       | 0       | 0,0     | 0,0     | 0         | 0         | 0,0       | 0         | 0         | 0      | 0      | 0      | 0      |
| 2015  | Флорида Гейторс | 12   | 5       | 4       | 9       | 1,5     | 0,5     | 1         | 0         | 0,0       | 0         | 0         | 1      | 0      | 0      | 0      |
| 2016  | Флорида Гейторс | 13   | 8       | 8       | 16      | 3,0     | 1,0     | 0         | 0         | 0,0       | 0         | 1         | 2      | 0      | 0      | 1      |
| 2017  | Флорида Гейторс | 11   | 17      | 20      | 37      | 6,0     | 4,0     | 0         | 0         | 0,0       | 0         | 0         | 0      | 0      | 0      | 0      |
| Всего | Всего           | 36   | 30      | 32      | 62      | 10,5    | 5,5     | 1         | 0         | 0,0       | 0         | 1         | 3      | 0      | 0      | 1      |

### Профессиональная карьера
Перед драфтом 2018 года аналитик сайта Bleacher Report Мэтт Миллер сильными сторонами Брайана называл его способность быстро прорывать линию нападения, разнообразие технических приёмов в его игре, достаточную силу и скорость, возможность действовать внутренним линейным в схеме 4—3 или на краях в схеме 3—4. Недостатками он называл не лучшее понимание схем блоков, короткие руки и несоответствие продуктивности игрока его физическим данным. В целом Миллер оценивал его как игрока с хорошим потенциалом, который подошёл бы команде, играющей в защите по схеме 4—3 и нуждающейся в игроке, способном атаковать один проход.
На драфте Брайан был выбран «Джэксонвиллом» в первом раунде под 29 номером. В середине июля он подписал с клубом четырёхлетний контракт на общую сумму 10,2 млн долларов. В клубе Тейвена рассматривали как потенциальную замену для ветерана Калаиса Кэмпбелла. Первый сезон в НФЛ у него ушёл на адаптацию, в большей части игр он оставался в запасе. Наиболее активно его задействовали в последней игре регулярного чемпионата, когда Брайан сыграл в защите 32 снэпа и сделал первый в карьере сэк. В 2019 году его перевели на позицию внутреннего линейного защиты. Он сыграл во всех матчах регулярного чемпионата, восемь из них начинал в стартовом составе. За сезон Тейвен сделал 33 захвата и два сэка.

#### Статистика выступлений в НФЛ

##### Регулярный чемпионат
| Сезон | Команда              | Игры | Захваты | Захваты | Захваты | Захваты | Захваты | Перехваты | Перехваты | Перехваты | Перехваты | Перехваты | Фамблы | Фамблы | Фамблы | Фамблы |
| Сезон | Команда              | Игры | Solo    | Ast     | Tot     | Loss    | Sk      | Int       | Yds       | Y/R       | TD        | PD        | FR     | Yds    | TD     | FF     |
| ----- | -------------------- | ---- | ------- | ------- | ------- | ------- | ------- | --------- | --------- | --------- | --------- | --------- | ------ | ------ | ------ | ------ |
| 2018  | Джэксонвилл Джагуарс | 16   | 13      | 7       | 20      | 3       | 1,0     | 0         | 0         | 0,0       | 0         | 0         | 0      | 0      | 0      | 0      |
| 2019  | Джэксонвилл Джагуарс | 16   | 18      | 15      | 33      | 5       | 2,0     | 0         | 0         | 0,0       | 0         | 1         | 0      | 0      | 0      | 1      |
| 2020  | Джэксонвилл Джагуарс | 11   | 9       | 6       | 15      | 3       | 0,5     | 0         | 0         | 0,0       | 0         | 0         | 0      | 0      | 0      | 0      |
| Всего | Всего                | 43   | 40      | 28      | 68      | 11      | 3,5     | 0         | 0         | 0,0       | 0         | 1         | 0      | 0      | 0      | 1      |

- На 30 ноября 2020 года